# Coll dels Isards
El Coll dels Isards és una collada de muntanya situada a 2.653,5 m alt del terme comunal de Porta, de la comarca de l'Alta Cerdanya.
És a la zona nord-oest del terme de Porta, a prop a llevant del Pic Negre d'Envalira, al nord-est del Pla de les Passaderes i al nord de l'Estany Negre o de les Passaderes.
El Coll dels Isards és un indret de pas freqüent de les rutes excursionistes i un indret de pràctica de l'escalada, amb una via ferrada equipada.